# Noel Malcolm
Sir Noel Robert Malcolm (* 26. Dezember 1956 in London) ist ein englischer Politik-Journalist und Historiker. Malcolm, ein King’s Absolvent am Eton College, studierte Geschichte in Cambridge und promovierte am Trinity College in Cambridge in Geschichte.  Seit 2002 ist er Senior Research Fellow des All Souls College in Oxford. Er wurde bei den Neujahrsauszeichnungen 2014 für Verdienste um Wissenschaft, Journalismus und europäische Geschichte zum Knight Bachelor geschlagen.

## Leben und Wirken
Malcolm besuchte das Eton College nahe Windsor und studierte Geschichte in Cambridge 1974–1978. Seinen Doktorgrad in Geschichte erhielt er 1981 während seiner Studien im Trinity College Cambridge. Er war Mitglied und Dozent am Gonville and Caius College in Cambridge, bevor er bei The Spectator und The Daily Telegraph Journalist für Politik und Außenpolitik wurde. 1995 trat Malcolm vom Journalismus zurück, um Schriftsteller und Hochschullehrer zu werden. Er wurde für zwei Jahre zum Gaststipendiaten des St. Antony’s College in Oxford ernannt und ist an dieser Universität seit 2003 Gesamtleiter der historischen Forschung. Bereits 1997 wurde er Mitglied der Royal Society of Literature (FRSL) und 2001 Mitglied der British Academy (FBA).  Daneben war er Vorsitzender des Bosnien Instituts in London und Präsident der englisch-albanischen Vereinigung.

### Journalismus
Malcolm hat viele Artikel für Zeitungen, Zeitschriften und Journale geschrieben. Abgesehen von seiner Arbeit für The Spectator, The Daily Telegraph und Standpoint hat er Artikel in The Guardian, The Sunday Telegraph, der New York Times, der Washington Times und Time veröffentlicht.
Ein Schwerpunkt seines Wirkens ist die Popularisierung der Geschichte Bosniens und des Kosovo. Mit Büchern wie Bosnia. A Short History und Kosovo. A Short History stützt er seine These, dass nicht jahrhundertealter ethnischer Hass, sondern Interessengegensätze und Machtgerangel der Weltmächte für die Krisen im Raume des ehemaligen Jugoslawiens verantwortlich sind. Zudem stellt er die Gegend als Schnittstelle zwischen Abend- und Morgenland dar, die interessante, kreative Formen des Zusammenlebens hervorbrachte. Damit zeigt er den historischen Hintergrund für Werke der Weltliteratur auf wie Ivo Andrićs Roman Die Brücke über die Drina oder Lea Ypis Schrift Frei.

## Ehrungen
Malcolm wurde 1997 Fellow der Royal Society of Literature (FRSL) und 2001 Fellow der British Academy (FBA). Er ist ein Liveryman der Worshipful Company of Fishmongers und Mitglied der Akademie der Wissenschaften und Künste des Kosovo sowie Ehrenmitglied von Peterhouse, Cambridge (seit 2010) und Trinity College, Cambridge (seit 2011). 2012 erhielt er die Ehrendoktorwürde der Universität Prishtina. 2013 wurde er für sein Buch Thomas Hobbes: Leviathan mit der British Academy Medal ausgezeichnet. Malcolm wurde in der Neujahrsauszeichnung 2014 für Verdienste um Wissenschaft, Journalismus und europäische Geschichte zum Ritter geschlagen. 2016 wurde er vom Präsidenten des Kosovo, Hashim Thaçi, mit der Goldmedaille des Präsidenten der Liga von Prizren ausgezeichnet.

## Publikationen (Auswahl)
- De Dominis, 1560–1624: Venetian, Anglican, ecumenist, and relapsed heretic (1984)
- George Enescu: His Life and Music (Toccata Press, 1990), which has been translated into several languages
- Bosnia: A Short History (New York University Press, 1994), which has been translated into several languages
- Origins of English Nonsense (HarperCollins, 1997)
- Kosovo: A Short History (New York University Press, 1998)
- Books on Bosnia: A critical bibliography of works relating to Bosnia-Herzegovina published since 1990 in West European languages (with Quintin Hoare) (Bosnian Institute, 1999)
- Aspects of Hobbes (Oxford University Press, 2002)
- John Pell (1611–1685) and His Correspondence with Sir Charles Cavendish: The Mental World of an Early Modern Mathematician (with Jacqueline Stedall) (Oxford University Press, 2005)
- Agents of Empire: Knights, Corsairs, Jesuits and Spies in the Late Sixteenth-Century Mediterranean World (2015)
- Useful Enemies: Islam and The Ottoman Empire in Western Political Thought, 1450–1750 (2019)
- Rebels, Believers, Survivors: Studies in the History of the Albanians (Oxford University Press, 2020)